# Ituano Futebol Clube
O Ituano Futebol Clube, é um clube brasileiro de futebol da cidade de Itu, interior do estado de São Paulo. Foi fundado em 24 de maio de 1947 e suas cores são o vermelho e o preto.
O clube manda os seus jogos no Novelli Júnior. O estádio atualmente, tem capacidade para 16.749 torcedores. Seus maiores rivais são o Paulista de Jundiaí, com quem realiza o clássico "Briga de Galo", e o São Bento, com quem realiza o clássico Itubento.
Em sua história, o rubro-negro tem como maiores conquistas 2 títulos do Campeonato Paulista (2002 e 2014), 2 títulos do Campeonato Brasileiro - Série C (2003 e 2021), uma Copa Paulista (2002) e também um Campeonato Paulista - Divisão Especial (1989). Outras campanhas de destaque incluem um 6º lugar no Campeonato Brasileiro - Série B (2004) e um 3º lugar no Campeonato Brasileiro - Série D (2019).

## História
Nascimento da A.A. Sorocabana
Empresários da Estrada de Ferro Sorocabana, estabelecida em Itu, fundaram em 24 de maio de 1947 a Associação Atlética Sorocabana. Em 1977, Sérgio Fioravante, Otávio Boni, José Cláudio Carneiro (ex-ponta direita do bicampeão Clube Atlético Ituano), Vicente Elias Schanoski, Chiquito Pezzodipane e outros, unificaram o futebol da cidade em torno do Ferroviário Atlético Ituano - (FAI) e reativaram a Liga Ituana de Futebol, e em 1978, o clube jogou a Terceira divisão da Federação Paulista de Futebol do Campeonato Paulista.
A equipe de Itu começa a empolgar a torcida a partir de 1984, realizando boas campanhas na Segunda divisão estadual, enchendo o Estádio Municipal Novelli Junior. Em 1989, o então Ferroviário é Campeão do Campeonato Paulista da Segunda Divisão, ascendendo a divisão principal no ano seguinte - com o técnico Marcos Guerra. Após o título, muda seu nome para Ituano Futebol Clube. A campanha do título movimenta a cidade de Itu, pois pela primeira vez as equipes mais midiáticas do estado iriam jogar na cidade. Para homenagear o acesso, o comediante Simplício da "A Praça é Nossa" criou um personagem chamado Rosauro, um garoto que vem com um boné e uma camisa do time em suas aparições no humorístico.
No início dos anos 1990, o Ituano revelou um de seus maiores jogadores da história do clube: O meia Juninho, que depois viria a ser gestor do clube, que posteriormente foi vendido ao São Paulo. No ano de 1999 o Galo passa a ser administrado pelo empresário Oliveira Júnior. Com isso, o clube passa a contar com uma melhor estrutura, e forma uma equipe competitiva em 2001, conquistando novamente o acesso à divisão principal do estadual.
Primeiros feitos a nível nacional e estadual
No ano seguinte, o Galo de Itu consegue o seu maior feito na História até então: conquista o Campeonato Paulista, mas sem a participação dos grandes clubes da capital paulista, que disputavam o Torneio Rio-São Paulo.
Mantendo-se na linha de conquistas, o Ituano conquista a Copa Paulista de 2002, e em 2003 o Campeonato Brasileiro da Série C.
O Ituano ainda realizou boas campanhas nos campeonatos Paulista e Brasileiro Série B em 2004. No ano de 2005 o clube teve resultados modestos na segunda divisão nacional, assim como em 2006, quando no final do ano, Oliveira Júnior se retira do Ituano. Com a saída repentina dele, o Ituano passou a entrar em uma grande decadência.
A partir de 2007, o Ituano entra em uma nova fase, com a volta de alguns dirigentes do Ituano antes da era Oliveira. No início do Campeonato Paulista, o Ituano realiza uma boa campanha, surpreendendo a imprensa esportiva, mas a equipe é desintegrada na metade do campeonato, e o Galo termina a competição na modesta 11º colocação, ficando de fora inclusive da disputa do Campeonato do Interior, sendo que posteriormente acaba rebaixado para a Série C na lanterna do campeonato.
Em 2008, o Galo firma parceria com a Traffic. A princípio a parceria dá certo, e a equipe chega às semifinais do Interior, sendo eliminada após dois empates com o posteriormente campeão Grêmio Barueri. A empresa montou um time fraco na série C, não conseguindo manter-se na terceira divisão.
Em 2009, com um time do nível da série C, a equipe lutou para não cair no Paulistão, se livrando apenas na última rodada. Após isso, a Traffic e o clube rescindiram o contrato, e o clube foi assumido administrativamente pelo ídolo Juninho Paulista. Com um time de jovens, não conseguiu passar da primeira fase na Série D. Na Copa Paulista, o Ituano foi eliminado na segunda fase após perder de 1x0 para o São Bernardo FC.
Em 2010, a equipe do Ituano não disputou nenhum Campeonato Nacional, foi o 13° colocado no Campeonato Paulista, livrando-se do rebaixamento com uma virada incrível sobre a Portuguesa por 3x2 comandada pelo ídolo Juninho. Essa foi a última partida de Juninho pelo Ituano e também sua última partida na carreira como jogador profissional. Depois desse jogo, Juninho passa a comandar a gestão do clube, onde permaneceu até 2019. Na Copa Paulista, assim como aconteceu em 2009, o Ituano é novamente eliminado da segunda fase após perder para o São Bernardo FC, dessa vez por 3x2.
Em 2011, apesar da grande expectativa do torcedor, o Ituano vinha com um plantel muito limitado para a disputa da A1, e, somando ao fato de não poder jogar em Itu (o estádio Novelli Júnior se encontrava em reforma desde o meio de 2010), lutou contra o rebaixamento do início ao final do Paulistão. Entrou na última rodada dependendo de uma vitória frente ao Noroeste e de uma derrota do São Bernardo para a Portuguesa para permanecer na primeira divisão o time, então, conseguiu o feito de sair na última rodada. No segundo semestre, fez uma campanha praticamente perfeita na primeira fase da Copa Paulista, mas a segunda fase foi muito difícil para o time de Itu que não conseguiu avançar.
Em 2012 anunciou boas contratações para o Paulistão, como Otacílio Neto e Evando, porém a equipe não deslanchou e após a 9ª rodada se encontrava na lanterna da competição somando apenas 5 pontos. O Galo desta vez parecia que não resistiria à briga contra o rebaixamento, mas só foi chegar o treinador Roberto Fonseca no lugar de Ruy Scarpino, além de alguns reforços importantes como Jancarlos, Elton, Davi Ceará, e um dos destaques da equipe na segunda metade da competição, Adaílton que, finalmente, a equipe deu liga. Nas 10 rodadas seguintes o Galo fez uma boa campanha, conquistando mais 15 pontos e chegando na última rodada sem chances de rebaixamento. Brigou até o final por uma vaga na Série D e também por uma vaga nas finais do Interior, mas teve de se contentar com a permanência na elite paulista.
Em 2013 a história da fuga do rebaixamento na última rodada voltou. O Ituano tinha como um dos objetivos a classificação para a Série D, mas essa conquista novamente não veio e o time lutou para não ser rebaixado. Com um segundo turno muito ruim, o Galo chegou na penúltima rodada na zona do rebaixamento e com uma tabela nada agradável: Enfrentaria o maior rival Paulista em Jundiaí e o Palmeiras em Itu. Os 6 pontos eram obrigatórios caso o Ituano quisesse permanecer na elite. E eles vieram. Num jogo emocionante, o Ituano ficou duas vezes atrás do placar mas conquistou uma virada heroica em pleno Jayme Cintra, e venceu mais uma Briga de Galo na história do campeonato Paulista. Assim, chegou na última rodada dependendo somente de si, pois contou com um tropeço do Mirassol e escapou da zona. Porém, na derradeira partida enfrentaria o Palmeiras, que lutava por uma melhor colocação no G8. O Galo abriu o placar na metade da etapa final, porém tomou o empate um minuto depois. O 1–1 até então livrava o Ituano do descenso, pois o Mirassol também estava empatando. Mas a história mudou. Logo após o gol do Palmeiras, o Mirassol abriu o placar de sua partida, e ainda marcou mais dois gols. Com o 1–1 em Itu e o 3–0 em Mirassol, a equipe amarela permanecia na elite enquanto o Galo estava sendo rebaixado. A torcida galista, que de maneira surpreendente lotou o Novelli Júnior empurrou a equipe durante os minutos finais. Com o rebaixamento praticamente sacramentado, o Ituano nada podia fazer a não ser atacar o Palmeiras. Quando muitos já choravam a queda e poucos ainda acreditavam, Fernando Gabriel arriscou de fora da área um chute despretensioso aos 46 minutos do segundo tempo. O goleiro Bruno rebateu a bola que apareceu nos pés de Marcão, prata da casa, que de maneira heroica finalizou para o fundo do gol e livrou o Ituano de mais um rebaixamento no último ato do campeonato (o quarto desta maneira nos últimos cinco anos). Na Copa Paulista o Ituano fez uma primeira fase muito boa, e mais uma vez chegou à segunda fase. Diferentemente dos outros anos, desta vez o Galo continuou firme e conquistou a classificação para as quartas de final. Depois de 10 anos o Galo voltaria a disputar um título. Mas o sonho durou pouco. Foi eliminado pelo XV de Piracicaba de maneira triste em Itu, sofrendo o gol da desclassificação aos 40 minutos da segunda etapa.
Em 2014 o Ituano, sob o comando do técnico Doriva, conquistou o bicampeonato Paulista. Só que, desta vez, ao contrário de 2002, o Galo de Itu enfrentou, como supracitado, grandes do Estado. Fazendo boa campanha na primeira fase passou em 2º no grupo B deixando o Corinthians fora da fase de mata-mata, nas quartas de final em jogo único a equipe empatou em 0–0 com o Botafogo em Ribeirão Preto, vencendo nos pênaltis por 4–1, na semifinal também em jogo único surpreendeu o Palmeiras no Pacaembu vencendo por 1–0 com o gol de Marcelinho. Na final disputada em dois jogos, ambos no Pacaembu, o Ituano levou a melhor diante do Santos, vencendo o primeiro jogo por 1–0 com o gol de Cristian, na partida de volta o Santos devolveu o placar, nas penalidades o Ituano venceu por 7–6 e sagrou-se campeão paulista pela segunda vez em sua história, tornando-se o único time do interior bicampeão do estado.
Nova ascensão nacional
Em 2019, o Ituano subiu para Série C após vencer o jogo das quartas de final da Série D contra o Itabaiana por 3-2, no agregado. Com esse resultado, o Galo voltou a Série C após 11 anos.
Em 2021, o Ituano na 1ª fase ficou no Grupo B com os 4 Paulistas (Novorizontino, Botafogo-SP, Mirassol e Oeste), 2 Catarinenses (Criciúma e Figueirense), 2 Gaúchos (Ypiranga-RS e São José-RS) e 1 Paranaense (Paraná) ficou em 2º lugar no seu grupo com 33 pontos (9 vitórias, 6 empates e 3 derrotas) e foi classificado para a 2ª fase. Na 2ª fase, pela 5ª rodada, no Grupo C, após 14 temporadas sem disputar a Série B, com o empate contra o Criciúma de 0-0 no Heriberto Hülse, foi promovido e ficou em 1º lugar no seu grupo com 13 pontos (4 vitórias, 1 empate e 1 derrota) assim classificando pela decisão do título com Tombense. Na 1ª partida, Ituano empatou com o Tombense de 1-1 no Tombos, Na 2ª partida, O Ituano pela 2ª vez, foi declarado campeão após derrotar o Tombense de 3-0 no Itu, com os gols de João, Igor e Iago. Ituano conquistou pela segunda vez a Série C (Primeiro sendo conquistado em 2003).
Em 2022, em sua volta à Série B, no final do primeiro turno, o time paulista ocupava a 16° colocação na tabela com 20 pontos, os mesmos do CSA, o primeiro time da zona de rebaixamento, ou seja, o acesso à elite do futebol brasileiro era praticamente impossível nos planos do clube. Porém, com uma "arrancada histórica", o clube saiu da zona de rebaixamento até a 5° colocação, uma posição abaixo do acesso, onde estaria o Vasco da Gama. Justamente a última rodada os dois se enfrentariam, quem ganhasse, estaria na elite do futebol em 2023. Na partida, o Ituano pressionou muito seu adversário, mas que infelizmente, perdeu de 1-0, deixando de fora sua participação na Série A.
Em 2023, eliminou o Sport Club Corinthians Paulista nas quartas de final do Campeonato Paulista, nos pênaltis (6–7), após empate no tempo normal por 1-1, e chegou às semifinais da competição.

## Títulos
| NACIONAIS | NACIONAIS                       | NACIONAIS | NACIONAIS   |
|           | Competição                      | Títulos   | Temporadas  |
| --------- | ------------------------------- | --------- | ----------- |
|           | Campeonato Brasileiro - Série C | 2         | 2003 e 2021 |
| ESTADUAIS |                                 |           |             |
|           | Competição                      | Títulos   | Temporadas  |
|           | Campeonato Paulista             | 2         | 2002 e 2014 |
|           | Copa Paulista                   | 1         | 2002        |
|           | Campeonato Paulista - Série A2  | 1         | 1989        |
|           | Troféu do Interior Paulista     | 2         | 2017 e 2022 |

### Conquistas internacionais
- Troféu Angelo Dossena (ITA): 2001
- Torneio U-19 - Altstätten (SUI): 2002
- Sempione Cup - Suíça (SUI): 1999

### Categorias de base
- Campeonato Paulista - Sub-20: 1993
- Campeonato Paulista - Série A2: 1995

### Campanhas de destaque
| Ituano Futebol Clube            | Ituano Futebol Clube | Ituano Futebol Clube  | Ituano Futebol Clube | Ituano Futebol Clube |
| Torneio                         | Campeão              | Vice-campeão          | Terceiro colocado    | Quarto colocado      |
| ------------------------------- | -------------------- | --------------------- | -------------------- | -------------------- |
| Campeonato Brasileiro – Série C | 2 (2003) e (2021)    |                       |                      |                      |
| Campeonato Brasileiro – Série D |                      |                       | 1 (2019)             |                      |
| Supercampeonato Paulista        |                      | 1 (2002)              |                      |                      |
| Copa Paulista                   | 1 (2002)             | 3 (1999, 2003 e 2015) | 1 (2004)             |                      |
| Campeonato Paulista – Série A2  | 1 (1989)             | 1 (1997)              | 1 (2000)             | 2 (1996 e 2001)      |

## Estatísticas

### Participações
|  | Participações em 2025 |

| Competição | Competição          | Temporadas | Melhor campanha                | Estreia | Última | A | R |
| São Paulo  | Campeonato Paulista | 30         | Campeão (2002 e 2014)          | 1990    | 2024   |   | 2 |
| São Paulo  | Série A2            | 14         | Campeão (1989)                 | 1982    | 2025   | 3 | – |
| São Paulo  | Copa Paulista       | 16         | Campeão (2002)                 | 1999    | 2018   |   |   |
| Brasil     | Série B             | 7          | 6º colocado (2004 e 2022)      | 2004    | 2024   | – | 2 |
| Brasil     | Série C             | 10         | Campeão (2003 e 2021)          | 1994    | 2025   | 2 | – |
| Brasil     | Série D             | 5          | 3º colocado (2019)             | 2009    | 2019   | 1 |   |
| Brasil     | Copa do Brasil      | 6          | Oitavas de final (2005 e 2015) | 2003    | 2024   |   |   |

### Últimas dez temporadas
Legenda:
| Campeão Vice-campeão Eliminado nas semifinais | Campeão e promovido à divisão superior Vice-campeão e/ou promovido à divisão superior Rebaixado à divisão inferior | Classificado à fase de grupos da Copa Libertadores Classificado à fase preliminar da Copa Libertadores Classificado à Copa Sul-Americana Campeão do Campeonato do Interior |

### Retrospecto em competições oficiais
Última atualização: Série B de 2024, 38ª rodada.
| Competição | Competição | Temporadas | Títulos | Pts. | J   | V  | E  | D  | GP  | GC  |
| ---------- | ---------- | ---------- | ------- | ---- | --- | -- | -- | -- | --- | --- |
| Brasil     | Série B    | 7          | —       | 300  | 240 | 78 | 56 | 96 | 289 | 312 |
| Brasil     | Série C    | 9          | 2       | 179  | 124 | 50 | 35 | 39 | 154 | 130 |
| Brasil     | Série D    | 5          | —       | 74   | 48  | 21 | 11 | 16 | 65  | 45  |

## Elenco atual
Última atualização: 10 de março de 2023.

## Símbolos
Estádio
O Estádio Municipal Doutor Novelli Júnior (conhecido como "O Majestoso da Vila Nova"), ou simplesmente Novelli Júnior, é um estádio de futebol localizado na cidade de Itu, no estado de São Paulo, é a casa do Ituano Futebol Clube e tem capacidade para 16.7 pessoas. Foi inaugurado em 25 de maio de 1947 e seu gramado mede 106 x 70 m. Foi reformado em 2011, tendo sua capacidade aumentada e se tornando um dos estádios mais modernos interior de São Paulo.
Mascote

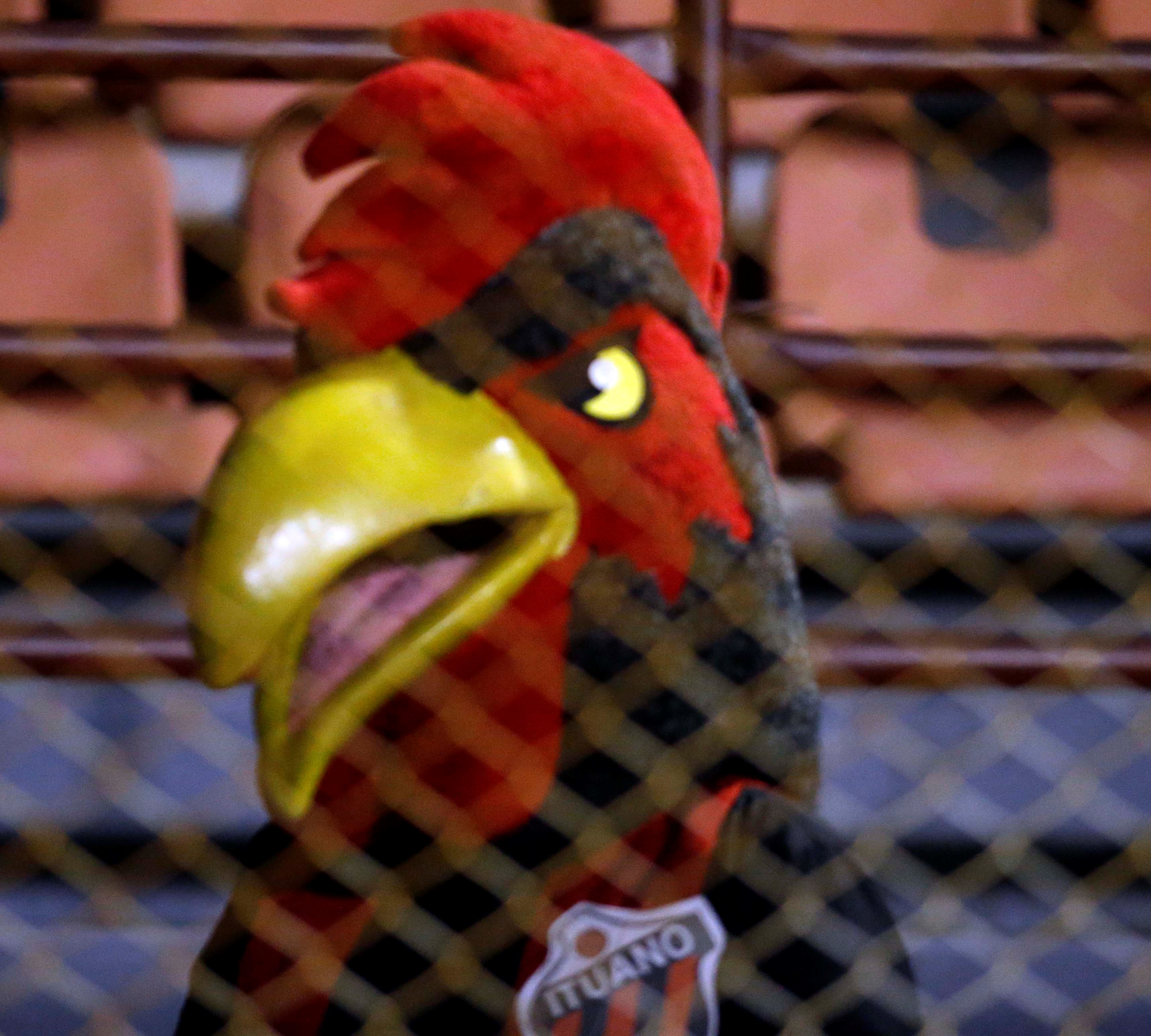
O galo é o mascote do Ituano desde 1957, quando o Ituano ainda era a "Associação Atlética Sorocabana".

O Mascote do clube é um galo que possui as cores vermelho e preto. Esse apelido se deve ao fato de em 1957, a Sorocabana travar um batalha contra o forte Clube Atlético Ituano (bicampeão seguido da terceira divisão estadual em 1954 e 1955) valendo o título da Taça Cidade de Itu. Na ocasião, a Sorocabana perdeu, mas seus torcedores afirmaram que o time brigou como um galo, e assim, nasceu o apelido de Galo, que mais tarde viria a ser Galo Rubro-Negro depois de adotar as cores do Clube Atlético Ituano após a refundação da Sorocabana como Ferroviário Atlético Ituano.

## Jogadores históricos
| - Ezequiel - Juninho Paulista - Amaral - Anderson Salles - Batoré - Elicarlos - Paulo César Cruvinel - Gabriel Martinelli - Django - Bebeto - Richarlyson | - Batata - Aderaldo - Pierre - Chiquinho - Alfinete - Victor - Clodoaldo - Hermes - Vagner - Vinícius - Corrêa |

## Ranking da CBF
Ranking atualizado em Dezembro de 2022
- Posição: 46º
- Pontuação: 2721 pontos

Ranking criado pela Confederação Brasileira de Futebol para pontuar todos os clubes do Brasil.